# Otto Rank
Otto Rank, nato Otto Rosenfeld (Vienna, 22 aprile 1884 – New York, 31 ottobre 1939), è stato un filosofo e psicoanalista austriaco.
Ampliò la teoria psicoanalitica alla ricerca delle applicazioni della psicoanalisi allo studio della leggenda, del mito, della letteratura e dell'arte.

## Biografia
Nato a Czerningasse, Vienna, da una famiglia ebraica, terzogenito di Simon Rosenfeld e Karoline Fleischner, Otto Rank è stato uno dei più assidui assistenti e fedeli allievi di Sigmund Freud, che conobbe nel 1906. Subito Freud lo accolse nella cerchia dei sostenitori attivi della “causa” psicoanalitica e lo incaricò di redigere i verbali della “Società psicologica del mercoledì”.
Diventò quindi membro e segretario dell'Associazione psicoanalitica internazionale e tra i suoi molti impegni troviamo la direzione (con H. Sachs) di "Imago - Rivista per l'applicazione della psicoanalisi alle scienze dello spirito", la prima rivista di psicoanalisi, fondata nel 1912.
Otto Rank è stato il primo filosofo a diventare psicoanalista. Dotato di un alto grado di cultura letteraria e psicoanalitica divenne il più competente studioso delle applicazioni della psicoanalisi all'arte, alla letteratura e alla mitologia. L'intelligenza e l'ampia conoscenza di miti e opere letterarie sono testimoniate da innumerevoli scritti e pubblicazioni sull'argomento.
Era molto stimato da Freud, che gli riservò una profonda amicizia dimostrata anche dal fatto che due saggi rankiani Sogno e poesia (1914) e Sogno e mito (1914) furono inclusi nella Interpretazione dei sogni in appendice al VI capitolo, dalla quarta alla settima edizione (cioè dal 1914 al 1930). 
Scrisse con l'amico Sàndor Ferenczi nel 1923 un saggio innovativo sulle Prospettive di sviluppo della psicoanalisi (pubblicato nel 1924), dove al “ricordare” viene preferito il “ripetere” ed al passivo ascolto analitico è contrapposta una nuova tecnica denominata “attiva”.
L'uscita dalla cerchia dei seguaci di Freud e la rottura dell'amicizia con Sigmund Freud è causata dalla rivoluzionaria teoria (1924) che Otto Rank espose nell'opera principale il trauma della nascita, e che Freud accolse con forte timore, dal momento che a suo parere ciò avrebbe potuto contribuire ad indebolire o addirittura a confutare la propria teoria del complesso di Edipo. In verità, il merito di Rank è stato quello di aver posto per la prima volta in primo piano il ruolo fondamentale e pre-edipico della madre nella relazione con il figlio rispetto a quello successivo, edipico, del padre. Otto Rank stesso ha cercato più volte di rassicurare Freud su questo, confermando che si trattava di un'anticipazione, un ampliamento non di una negazione del "complesso nucleare delle nevrosi" freudiano.
Per Freud il problema del trauma ha costituito una costante della sua teoria e nel 1924-26 per rispondere al trauma della nascita teorizzato da Rank riformulò la teoria dell'angoscia, per poi introdurre negli ultimi scritti il concetto di scissione dell'Io.
Il 12 aprile 1926, nell'incontro d'addio, Rank portò in dono a Freud l'edizione completa delle Opere di Friedrich Nietzsche, a conferma del comune riconoscimento degli influssi di questo filosofo e della filosofia sul loro pensiero.
Non soltanto Nietzsche ma anche Carl Gustav Jung è stato da Otto Rank riformulato in alcuni suoi passi innovativi. Ad esempio, ha adottato il concetto di archetipo; ha parlato di «formazione dell'Io ad opera del Sé»; ha utilizzato l'energia creativa a vantaggio del principio di individuazione; inoltre ha dato grande peso al “collettivo”.
Iniziarono quindi i viaggi tra Parigi e New York, dove tenne conferenze, congressi, contatti con la psichiatria e la medicina. 
Nel 1934 dopo continui spostamenti fra l'Europa e l'America, Parigi, Philadelphia e altre città del Pacifico, Rank si stabilì definitivamente a New York.
Artisti e intellettuali lo frequentarono, affascinati dalla sua teoria dell'arte. Tra questi: Henry Miller e Anaïs Nin.
Molti analisti dopo di lui, ad esempio H. Hartmann, W.E.D. Fairbairn, D. Winnicott, H. Kohut, O.F. Kerber, M. Mahler nonché Melanie Klein, saranno direttamente o inconsapevolmente suoi continuatori, avendo egli lavorato magistralmente sul terreno della psicologia umanistica, genetica, transpersonale, delle relazioni oggettuali e del rapporto madre-figlio. 
È stato considerato il precursore della terapia centrata sul cliente. Carl Rogers ha riconosciuto la pratica analitica di Rank come "una terapia relazionale" poiché avendo superato il primato dell'Edipo freudiano privilegiava la relazione come specifico psicologico dell'azione terapeutica e come attenzione alle dinamiche psichiche del rapporto analista-paziente.
La sua "terapia breve" e "relazionale" è una critica della tecnica dell'“astinenza” freudiana. Rank sottolineava l'importanza del congedarsi dal passato per guardare avanti, poiché 'la volontà non riesce a volere a ritroso'. Per lui, l'analista deve saper costruire più che far ricordare, deve accrescere la volontà creativa al posto di ripetere interpretazioni giustificative.
Otto Rank è morto a New York il 31 ottobre 1939 per un'infezione sopravvenuta in seguito ad un'operazione ai calcoli della colecisti. Nel 1965 si è costituita l'associazione Otto Rank allo scopo di diffondere il suo pensiero e la sua opera.

## Scritti
Principali opere di Otto Rank
- Der Künstler (1907)

Trad. L'artista. Approccio a una psicologia sessuale, a cura e prefazione di Francesco Marchioro, Sugarco ed. Milano 1986. 
- Der Mythus von der Geburt des Helden (1909)

Trad. Il mito della nascita dell'eroe. Un'interpretazione psicologica del mito, a cura e prefazione di Francesco Marchioro, Sugarco ed. Milano 1987.
- Die Lohengrin Sage (tesi di dottorato, 1911)
- Die Nacktheit in Sage und Dichtung, Zentralblatt für Psychoanalyse, 1911)

Trad. La nudità nella leggenda e nella poesia, a cura e prefazione di Francesco Marchioro, Sugarco ed. Milano 1991.
- Das Inzest-Motiv in Dichtung und Sage (1912)

Trad. Il tema dell'incesto nella poesia e nella leggenda, a cura e prefazione di Francesco Marchioro, Sugarco ed. Milano 1989.
- Die Bedeutung der Psychoanalyse für die Geisteswissenschaften (con Hanns Sachs, 1913)

Trad. Psicoanalisi e sue applicazioni, a cura e prefazione di Francesco Marchioro, Sugarco ed. Milano 1988.
- "Ein Traum, der sich selbst deutet" (1910) - "Traum und Dichtung - Traum und Mythus" (1914) in Sigmund Freud, L'interpretazione dei sogni

Trad. in Sogno mito e poesia, a cura e prefazione di Francesco Marchioro, Fattore Umano ed. Roma 2015.
- Das Trauma der Geburt (1924)

Trad. Il trauma della nascita. Sua importanza per la psicoanalisi, a cura e prefazione di Francesco Marchioro, Sugarco ed. Milano 1990.
- Entwicklungsziele der Psychoanalyse (con Sándor Ferenczi, 1924)

- Der Doppelgänger (1914)

Trad. Il Doppio, Sugarco ed. Milano 1979.
- Die Don Juan-Gestalt, Imago. Zeitschrift für Anwendung der Psychoanalyse auf die Geisteswissenschaften (1922)

Trad. La figura del Don Giovanni, a cura e prefazione di Francesco Marchioro, Sugarco ed. Milano 1987.
- Wahrheit und Wirklichkeit (1929)

Trad. Essere felici. La forza creativa della volontà, a cura e prefazione di Francesco Marchioro, Castelvecchi ed. Roma 2015.
- Technik der Psychoanalyse I. Die analytische Situation illustriert an der Traumdeutungstechnik (1926)
- Technik der Psychoanalyse II. Die analytische Reaktion in ihren kostruktiven Elementen (1929)
- Will Therapy (1930)
- Seelenglaube und Psychologie (1930)
- Technik der Psychoanalyse III. Die Analyse des Analytikers und seiner Rolle in der Gesamtsituation (1931)
- Art and Artist (1932)
- Modern education (1932)
- Erziehung und Weltanschauung: Eine Kritik der psychologischen Erziehungs-Ideologie (1933)
- Beyond Psychology (1941)
- A Psychology of Difference: The American Lectures (1966)

## Opere su Otto Rank
- E. James Lieberman; Robert Kramer (a cura di), The Letters of Sigmund Freud and Otto Rank: Inside Psychoanalysis, Baltimora, Johns Hopkins University Press, 2012.